# Богородская епархия
Богоро́дская епа́рхия — епархия Православной церкви Украины (до 2018 года — Украинской православной церкви Киевского патриархата), охватывающая территорию Российской Федерации (без Крыма). Епархиальный центр — Ногинск. Правящий архиерей — митрополит Адриан (Старина).
Зарегистрирована Министерством юстиции РФ 6 февраля 1996 года. Согласно действующей редакции устава епархия называется Централизованная религиозная организация «Богородская епархия Украинской православной церкви», место нахождения — город Ногинск Московской области, причём данные о принадлежности епархии какой бы то ни было религиозной организации у официальных органов РФ отсутствуют

## История епархии
В 1992 году, после провозглашения независимости Украины, была образована непризнанная Украинская православная церковь Киевского патриархата (УПЦ КП), руководство которой предприняло шаги по созданию епархий не только на Украине, но и за её пределами. 27 декабря 1993 года в состав УПЦ КП был принят архимандрит Адриан (Старина), которым на тот момент удерживал за собой Богоявленский собор в Ногинске, хотя был отстранён от его настоятельства. 30 января 1994 года Синод УПЦ Киевского патриархата объявил приход при Богоявленском соборе Ногинска Московской области во главе с архимандритом Адрианом приходом «Российской православной свободной церкви в юрисдикции Киевского патриархата». 6 февраля 1994 года во Владимирском соборе в Киеве Филаретом (Денисенко) и другими иерархами УПЦ Киевского патриархата он поставлен во епископа Запорожского и Днепропетровского, но также назначен управлять Богородской епархией, которая получила своё название от прежнего названия города Ногинска — Богородск.

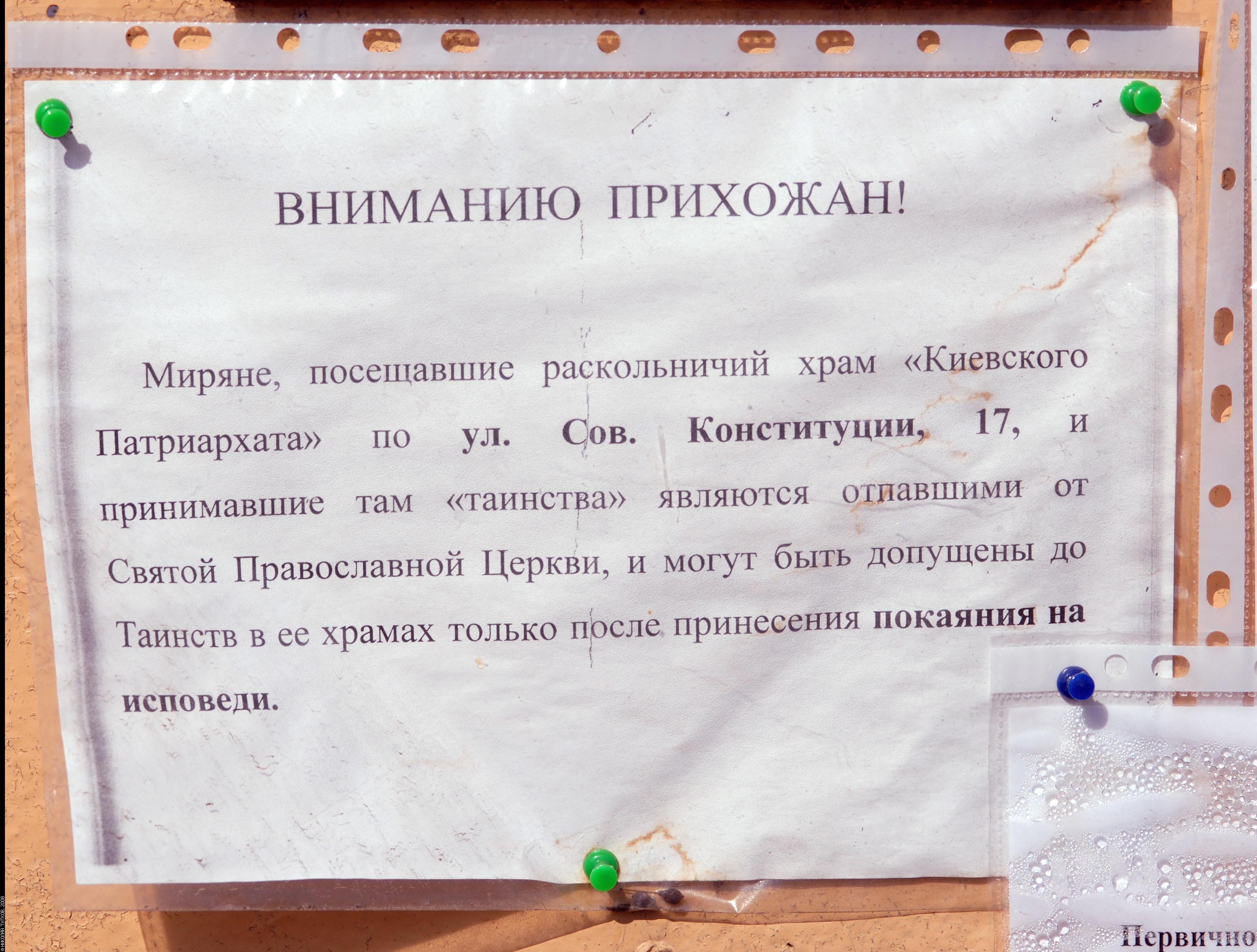
Объявление при входе в Церковь Рождества Христова в Ямкине Ногинского района Московской области

Русская православная церковь после ухода архимандрита Адриана в раскол стала принимать меры к возвращению Богоявленского собора. В 1997 году после многочисленных судебных исков собор был передан Русской православной церкви.
Потеряв собор, Адриан стал проводить богослужения в дореволюционном здании Морозовских казарм, а когда был вынужден покинуть и его, приобрёл участок земли на улице Жарова и построил там Свято-Троицкий храм. В 2016 году Ногинский городской суд принял решение о сносе здания Свято-Троицкого храма, так как оно было «возведено на земельном участке, не отведённом для целей строительства культовых объектов». Здание храма, однако, пока не снесено, приход продолжает им пользоваться, а решения судов — Ногинского городского и поддержавшего его Московского областного — оспариваются Адрианом в ЕСПЧ
По мнению представителей УПЦ КП, РПЦ КП — самый неудачный проект, подорвавший их позиции даже на Украине, а созданная в России «альтернативная» структура показала полную свою несостоятельность и неуправляемость. После самороспуска УПЦ КП и образования единой поместной Православной церкви Украины (ПЦУ) статус Богородской епархии не был определён. УПЦ КП больше не существует, а быть частью ПЦУ епархия не может, так как томос об автокефалии ПЦУ ограничивал юрисдикцию новой церкви исключительно территорией Украины; уже существующие в диаспоре приходы должны будут отныне подчиняться Константинопольскому патриархату, а приходы в России должны были отойти Русской православной церкви. Тем не менее Адриан упоминается в документах ПЦУ как митрополит Богородский.
11 апреля 2024 года власти снесли Свято-Троицкий храм в Ногинске, который являлся единственным в России храмом Православной церкви Украины. Решение о сносе церкви Ногинский районный суд вынес ещё в 2016 году.

## Современное состояние
Епархии УПЦ КП на территории России находятся в упадке. Формально приход есть даже в Москве, но помещений, где бы эти приходы размещались, нет. На территории Богородской епархии действуют: 1 храм (в нём же и епархиальное управление), женский монастырь, духовная семинария. Все они расположены в Ногинске.
Богородская епархия является юридическим лицом, зарегистрированным в соответствии с законодательством РФ в качестве централизованной религиозной организации. Её полное официальное наименование: Централизованная религиозная организация Богородская епархия Украинской Православной Церкви. ОГРН 1035000030405, ИНН 5031028862. Адрес (место нахождения) постоянно действующего исполнительного органа: 142403, Московская область, Ногинский район, город Ногинск, Аптечный переулок, дом 3.

## Храмы епархии
- Свято-Троицкий храм, Московская область, г. Ногинск, ул. Советской Конституции, 17. — снесён 11 апреля 2024 года.
- Домовой храм в честь святого великомученика и целителя Пантелеймона, г. Москва, Коломенский проезд, 4 (при городской клинической больнице № 7)